# Grand Prix automobile du Venezuela
Le Grand Prix du Venezuela  était une course automobile qui eut lieu entre 1954 et 1958 à Caracas. Les voitures appartenaient à la catégorie des Sportives. L'édition 1957 comptait pour le Championnat du monde des voitures de sport.

## Palmarès
| Année | Vainqueur               | Voiture        | Résultats |
| ----- | ----------------------- | -------------- | --------- |
| 1954  | William Bell            | Lotus Mark VI  | Résultats |
| 1955  | Juan Manuel Fangio      | Maserati 300S  | Résultats |
| 1956  | Stirling Moss           | Maserati 300S  | Résultats |
| 1957  | Peter Collins Phil Hill | Ferrari 335S   | Résultats |
| 1958  | Jean Behra              | Ferrari 250 GT | Résultats |